# Chrudichromy
Chrudichromy (deutsch Chrudichrom) ist eine Gemeinde in Tschechien. Sie liegt drei Kilometer nordwestlich von Boskovice und gehört zum Okres Blansko.

## Geographie

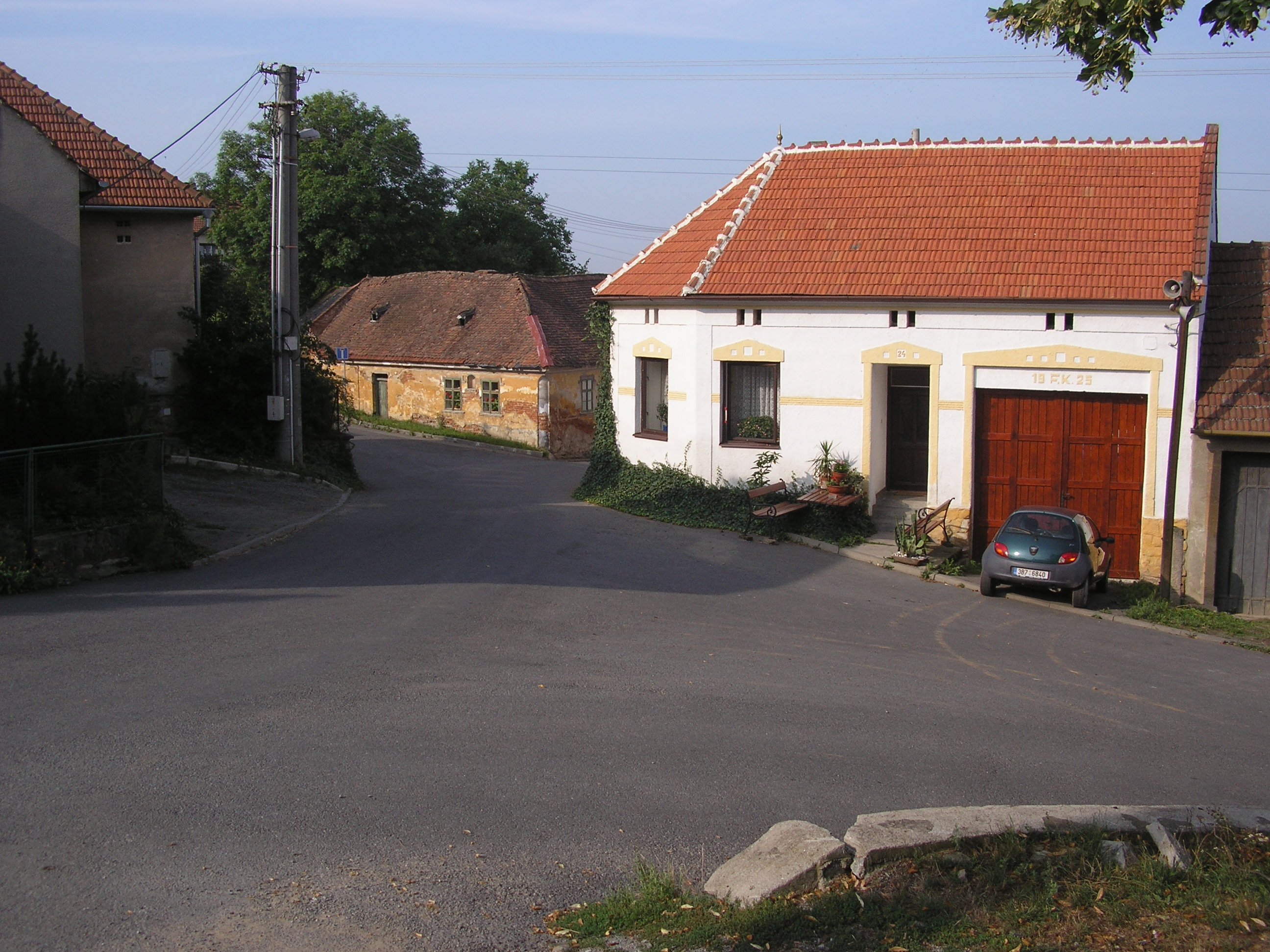
Chrudichromy

Chrudichromy befindet sich linksseitig der Svitava in der Boskowitzer Furche. Nördlich erhebt sich die Hodiška (410 m), südlich die Habří (451 m) und nordwestlich der Kopanisko (405 m). Im Nordwesten führt die Trasse der unvollendeten Reichsautobahn Wien-Breslau an Chrudichromy vorbei.
Nachbarorte sind Míchov, Hodiška und Bačov im Norden, Sudice und Pastvisko im Nordosten, Okrouhlá und Vratíkov im Osten, Boskovice im Südosten, Mladkov im Süden, Voděrady und Vaculka im Südwesten, Svitávka im Westen sowie Klevetov und Zboněk im Nordwesten.

## Geschichte
Die erste schriftliche Erwähnung des Dorfes erfolgte im Jahre 1349. Im Laufe der Zeit wurde der Ort als Chuděchromy und Chrudichrom bezeichnet. Seit 1539 gehörte Chrudichromy zur Herrschaft Boskovice.
Nach der Aufhebung der Patrimonialherrschaften bildete Chrudichrom ab 1850 eine Gemeinde in der Bezirkshauptmannschaft Boskovice. Zu dieser Zeit erfolgte in Chrudichrom der Anbau von Weberkarden, die bis nach Hamburg, Leipzig und Berlin verkauft wurden. Seit dem Ende des 19. Jahrhunderts führt die Gemeinde den Namen Chrudichromy. In den Jahren 1891 bis 1892 wurde mit einer Unterstützung von 1000 Gulden durch Kaiser Franz Joseph I. eine einklassige Dorfschule errichtet. Die Freiwillige Feuerwehr gründete sich 1905. Im Jahre 1910 brannte bei einem Großfeuer die Hälfte des Dorfes nieder. Im selben Jahre begann an der Anhöhe Trníček der Abbau von Kohle. In der Schule wurde 1920 eine Gemeindebücherei eingerichtet. 1923 wurde der Kohleabbau wegen minderer Qualität eingestellt. 1930 lebten in Chrudichromy 378 Menschen. Der Dorfbach wurde 1935 reguliert. An der westlichen Peripherie des Dorfes erfolgten zwischen 1939 und 1941 Bauarbeiten für die Reichsautobahn Wien-Breslau, dafür wurden 18 ha Land annektiert. 1976 erfolgte die Eingemeindung nach Boskovice. Seit 1992 besteht die Gemeinde wieder.

## Gemeindegliederung
Für die Gemeinde Chrudichromy sind keine Ortsteile ausgewiesen.

## Sehenswürdigkeiten
- Kapelle des hl. Cyrill und Method
- historisches Bauerngehöft mit Arkaden
- Gusseisernes Kreuz an der Straße nach Boskovice auf der Anhöhe Trníček, errichtet 1849 anlässlich der Abschaffung der Frondienste